# Giovanni Albera
Giovanni Albera (né à une date inconnue et mort à une date inconnue, postérieure à 1923) est un joueur italien de football, qui évoluait au poste de milieu défensif.

## Biographie
Albera est un des nombreux joueurs du début du siècle avec une courte carrière. En effet, il n'évolue qu'une seule saison avec l'équipe piémontaise de la Juventus entre 1923 et 1924.
Albera joue son premier match lors du Derby d'Italie contre l'Inter de Milan le 7 octobre 1923 lors d'un succès 2-0. Sa dernière confrontation, elle, a lieu le 30 mars 1924 contre le Calcio Padoue lors d'une victoire 3-0. Il joue en tout 12 matchs avec le club de la Juventus.

### Statistiques
| Saison         | Club           | Championnat     | Championnat | Championnat |
| Saison         | Club           | Compétition     | Matchs      | Buts        |
| -------------- | -------------- | --------------- | ----------- | ----------- |
| 1923-1924      | Juventus       | Prima Divisione | 12          | 0           |
| Total Juventus | Total Juventus |                 | 12          | 0           |
| Total carrière | Total carrière |                 | 12          | 0           |